# 西街街道 (张掖市)
西街街道，是中华人民共和国甘肃省张掖市甘州区下辖的一个乡镇级行政单位。

## 行政区划
西街街道下辖以下地区：
小寺庙社区、西站社区、北环路社区和新乐社区。